# بوبان نيكوليتش
بوبان نيكوليتش (8 أكتوبر 1980 في صربيا - ) هو لاعب كرة قدم صربي في مركز الدفاع. لعب مع نادي شاهين بوشهر ونادي ياغودينا ونادي زيمون ومادورا يونايتد وFK Šumadija 1903 ‏ وFK Dinamo Vranje ‏ ورادنيتشكي 1923 ‏ وبانات زرنيانين ‏.

## وصلات خارجية
- بوبان نيكوليتش على موقع قاعدة بيانات كرة القدم.إي يو (الإنجليزية)
- بوبان نيكوليتش على موقع Soccerway.com (الإنجليزية)
- بوبان نيكوليتش على موقع عالم كرة القدم.نت (الإنجليزية)